# Terra dei laghi della Masuria
La Terra dei laghi della Masuria (in polacco Pojezierze Mazurskie; in tedesco Masurische Seenlandschaft) è una regione con alta densità di laghi nella Polonia nord-orientale con più di 2.000 bacini idrici. Localizzata nella regione geografica della Masuria, era in passato abitata dai masuri, un popolo legato agli slavi orientali e che si esprimeva in un proprio idioma. Tale area figura tra le 28 finaliste che fanno parte della lista chiamata "Nuove sette meraviglie del mondo naturali".
Si estende per circa 290 km a est del fiume Vistola verso il confine tra la Lituania e la Polonia, oltre che con l'Oblast' di Kaliningrad appartenente alla Russia, e si sviluppa per circa 52.000 km². Amministrativamente, l'area è contenuta nel voivodato della Varmia-Masuria dal XIII secolo, ma fino al 1945 è appartenuta alla Prussia orientale, con alcune piccole parti comprese nel voivodati di Masovia e di Podlachia. 
I laghi sono spesso collegati tra di loro tramite fiumi e torrenti di breve lunghezza, caratteristica che dà vita a un intricato sistema di corsi d'acqua. È il canale della Masuria costruito nel XVIII secolo che collega in maniera più ordinata le rotte fluviali i cui due estremi sono rappresentati dal lago Mamry e dal fiume Łyna, situato a ridosso del mar Baltico. Tutta la zona è una meta turistica abbastanza frequentata, considerando che è spesso meta di appassionati di nautica, canoisti, pescatori, escursionisti, ciclisti e amanti della natura. Si tratta di uno dei distretti lacustri più famosi dell'Europa centrale ed è un popolare luogo di villeggiatura: il numero di visitatori è infatti cresciuto in maniera esponenziale dal 2000 al 2020, quando le limitazioni imposte dalla pandemia di COVID-19 hanno interrotto il processo.

## Geologia
Il distretto dei laghi si è formato e ha assunto la conformazione attuale durante l'era glaciale del Pleistocene. Molte delle sue colline fanno parte delle morene e molti dei laghi locali sono, per l'appunto, di natura morenica. A livello geografico, si suole suddividere tra varie aree a seconda della posizione precisa. I nomi con cui i geografi polacchi ripartiscono l'area sono i seguenti: Pojezierze Olsztyńskie (zona centrale), Pojezierze Mrągowskie (zona centrale), Kraina Wielkich Jezior Mazurskich (est), Kraina Węgorapy (estremo nord-est), Wzgórza Szeskie (nord-est), Pojezierze Ełckie (sud-est) e Równina Mazurska (sud).

## Storia
Dal XIII secolo in poi, la regione dei laghi fu nell'ordine parte dello Stato monastico dei Cavalieri Teutonici, del Ducato di Prussia e della provincia prussiana della Prussia Orientale. In tempi moderni, quando faceva parte dell'Impero tedesco, la zona fu testimone della prima e della seconda battaglia dei laghi Masuri, rispettivamente avvenute nel 1914 e nel 1915 nel corso della prima guerra mondiale e che videro confrontarsi gli eserciti tedesco e russo. Alla fine della seconda guerra mondiale (1945), in seguito alle decisioni prese dopo la conferenza di Potsdam, furono ridisegnati tutti i confini nazionali: l'area fu annessa alla Repubblica Popolare di Polonia e i residenti tedeschi localizzati nella regione furono espulsi.

### Popolazione storica
Lingua madre degli abitanti della Masuria, per contea, nella prima metà del XIX secolo:
| Contea (nome tedesco) | Anno      | Locutori polacchi | %   | Locutori tedeschi | %   | Locutori lituani | %   | Popolazione totale |
| --------------------- | --------- | ----------------- | --- | ----------------- | --- | ---------------- | --- | ------------------ |
| Gołdap (Goldap)       | 1825      | 3940              | 16% | 17412             | 70% | 3559             | 14% | 24911              |
| Olecko (Oletzko)      | 1832      | 23302             | 84% | 4328              | 16% | 22               | 0%  | 27652              |
| Ełk (Lyck)            | 1832      | 29246             | 90% | 3413              | 10% | 4                | 0%  | 32663              |
| Węgorzewo (Angerburg) | 1825      | 12535             | 52% | 11756             | 48% | 60               | 0%  | 24351              |
| Giżycko (Lötzen)      | 1832      | 20434             | 89% | 2528              | 11% | 25               | 0%  | 22987              |
| Pisz (Johannisburg)   | 1825      | 28552             | 93% | 2146              | 7%  | 0                | 0%  | 30698              |
| Mrągowo (Sensburg)    | 1825      | 22391             | 86% | 3769              | 14% | 5                | 0%  | 26165              |
| Szczytno (Ortelsburg) | 1825      | 34928             | 92% | 3100              | 8%  | 0                | 0%  | 38028              |
| Nidzica (Neidenburg)  | 1825      | 27467             | 93% | 2149              | 7%  | 1                | 0%  | 29617              |
| Ostróda (Osterode)    | 1828      | 23577             | 72% | 9268              | 28% | 0                | 0%  | 32845              |
| TOTALE                | 1825/1832 | 226.372           | 78% | 59.869            | 21% | 3.676            | 1%  | 289.917            |

## Turismo

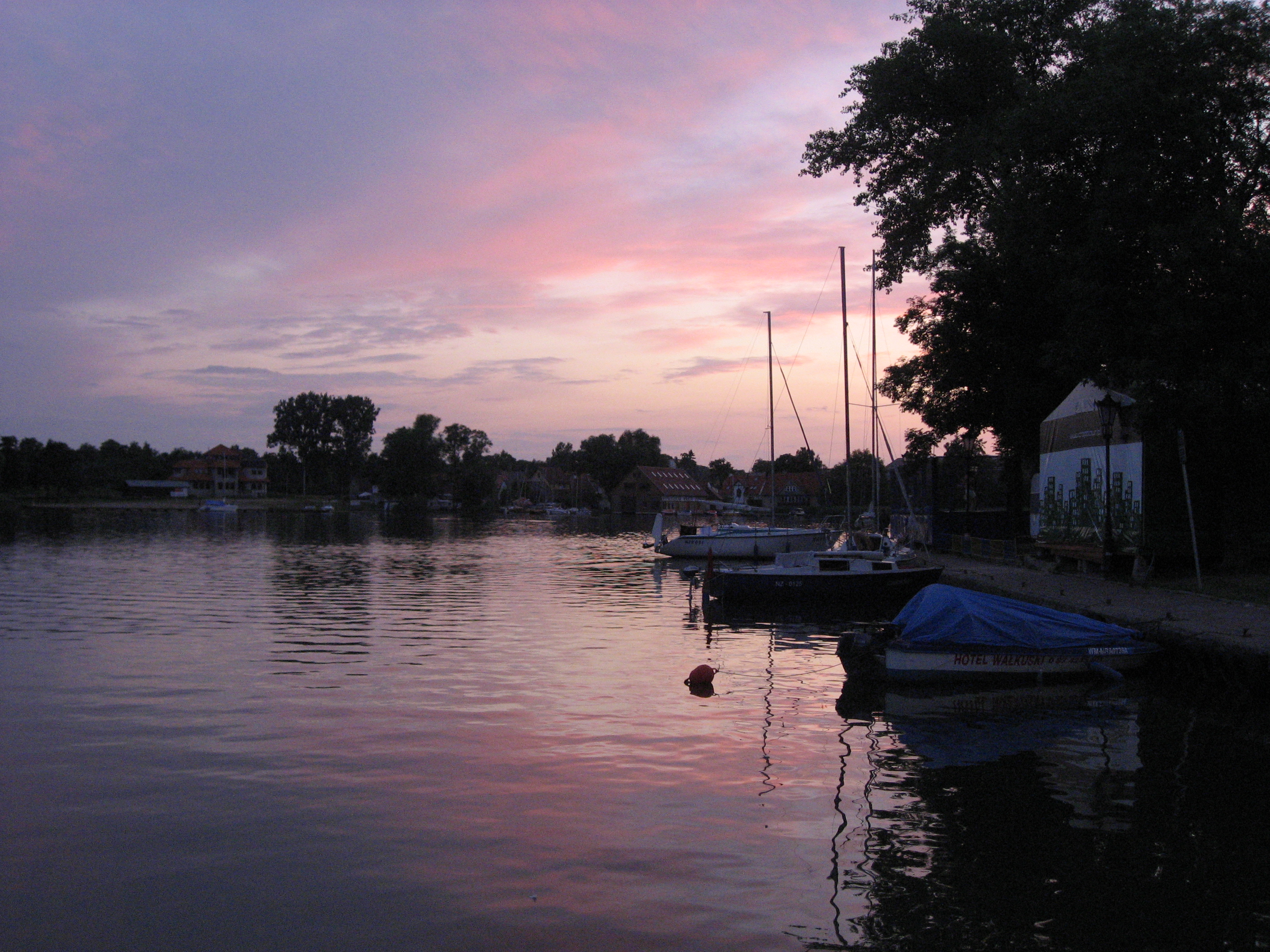
Tramonto sul lago Mikołajki

La Terra dei laghi della Masuria può essere raggiunta in treno, autobus o auto; gli aeroporti internazionali più vicini sono quello di Szczytno, di Varsavia, di Danzica e di Vilnius, in Lituania. I principali insediamenti della zona risultano le città di Olsztyn ed Ełk. Sono disponibili treni che raggiungono la Masuria i quali partono da Varsavia, Danzica e Vilnius e autobus da molte delle città della Polonia orientale. Un servizio di battelli collega alcune località che sorgono nei pressi dei corsi d'acqua, mentre chi preferisce spostamenti più rilassanti, specie i turisti, si muove in bicicletta o in barca.
Gli hotel principali si trovano nelle immediate vicinanze dei grandi laghi, ovvero nelle città di Giżycko, Mikołajki e Ełk, tra le altre. Non manca la presenza di Bed and breakfast oltre che di aree adibite al campeggio nei villaggi circostanti. Il canale della Masuria, realizzato nel XVIII secolo, permette di collegare il lago Mamry al fiume Łyna, situato immediatamente a ridosso del mar Baltico e nell'oblast' di Kaliningrad, in Russia. Il progetto è stato finalizzato a consentire a imbarcazioni di media e grande portata: si pensi al fatto che in alcuni punti della regione l'accesso è consentito solo a barche più piccole per via della bassa portata o della scarsa profondità.

## Luoghi d'interesse e attività
La Masuria è famosa per i suoi laghi e foreste, che offrono una vasta gamma di attività all'aperto, dalla vela al kayak, dal nuoto ai percorsi di camminata. La regione comprende il più grande lago della Polonia, lo Śniardwy, che occupa una superficie di 113,8 km². Le località turistiche maggiormente frequentate sono Giżycko, Mikołajki, Węgorzewo, Ryn, Pisz e Iława. Giżycko, in particolare, si trova sulle rive del lago Niegocin e vanta un'antica fortezza, una chiesa storica, ponti e navi passeggeri che portano alle città di Węgorzewo, Mikołajki e Ruciane-Nida.
Oltre ai laghi, la regione della Masuria conta anche innumerevoli fiumi utilizzati per la pesca a mosca e aree forestali che offrono molti percorsi per trekking e mountain bike. C'è anche una discreta varietà di fauna selvatica, bacche e funghi commestibili nelle grandi aree protette presenti in loco, tra cui il Parco paesaggistico della Masuria a cui fanno capo undici riserve naturali come quella del lago Łuknajno, una riserva della biosfera dell'UNESCO, o la foresta di Białowieża, in cui è presente una stazione di allevamento per esemplari di bisonti europei.

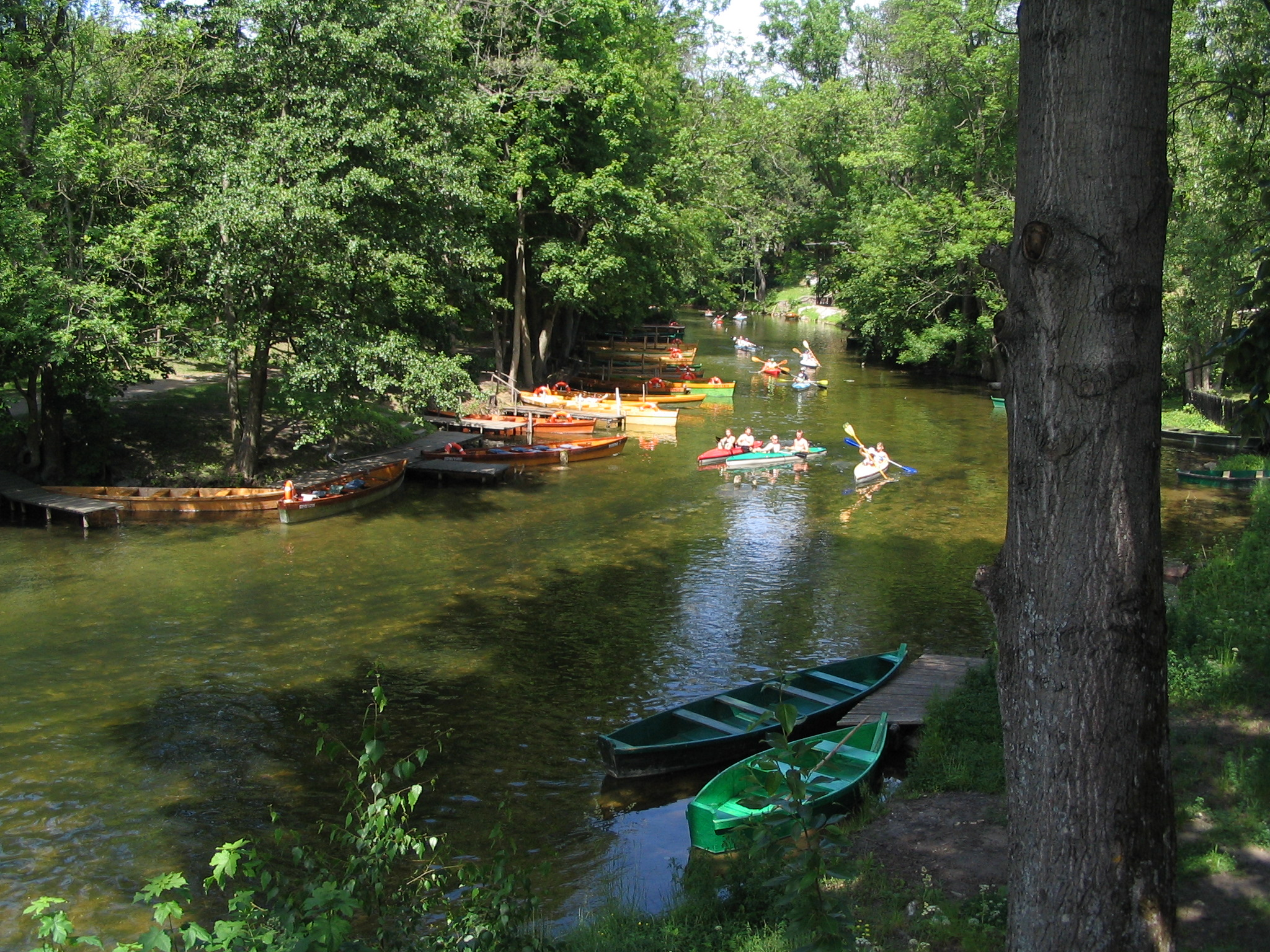
Kayak sul fiume Krutynia

Ci sono quattro percorsi nautici separati lungo i laghi di collegamento: da Giżycko a Węgorzewo e Ruciane-Nida, e da Mikołajki a Pisz e Ryn. Esistono altresì due percorsi per kayak disponibili lungo i fiumi, il più popolare dei quali è quello sul Krutynia. È stata inoltre predisposta la presenza di diversi sentieri segnalati a colori con numerosi punti di interesse per il turismo qualificato, tra cui si possono menzionare:
 * Il sentiero blu di KI Gałczyńskiego
- Il sentiero giallo di K. Małłka
- Il sentiero circolare verde (okrężny)
- Il gran tour Garbate della Masuria (a nord della regione)
- La pista blu di M. Kajki

Le attrazioni storiche includono i resti del bunker fortificato di Adolf Hitler risalente alla seconda guerra mondiale, la cosiddetta Tana del Lupo vicino a Kętrzyn (antico nome tedesco: Rastenburg).

## Clima

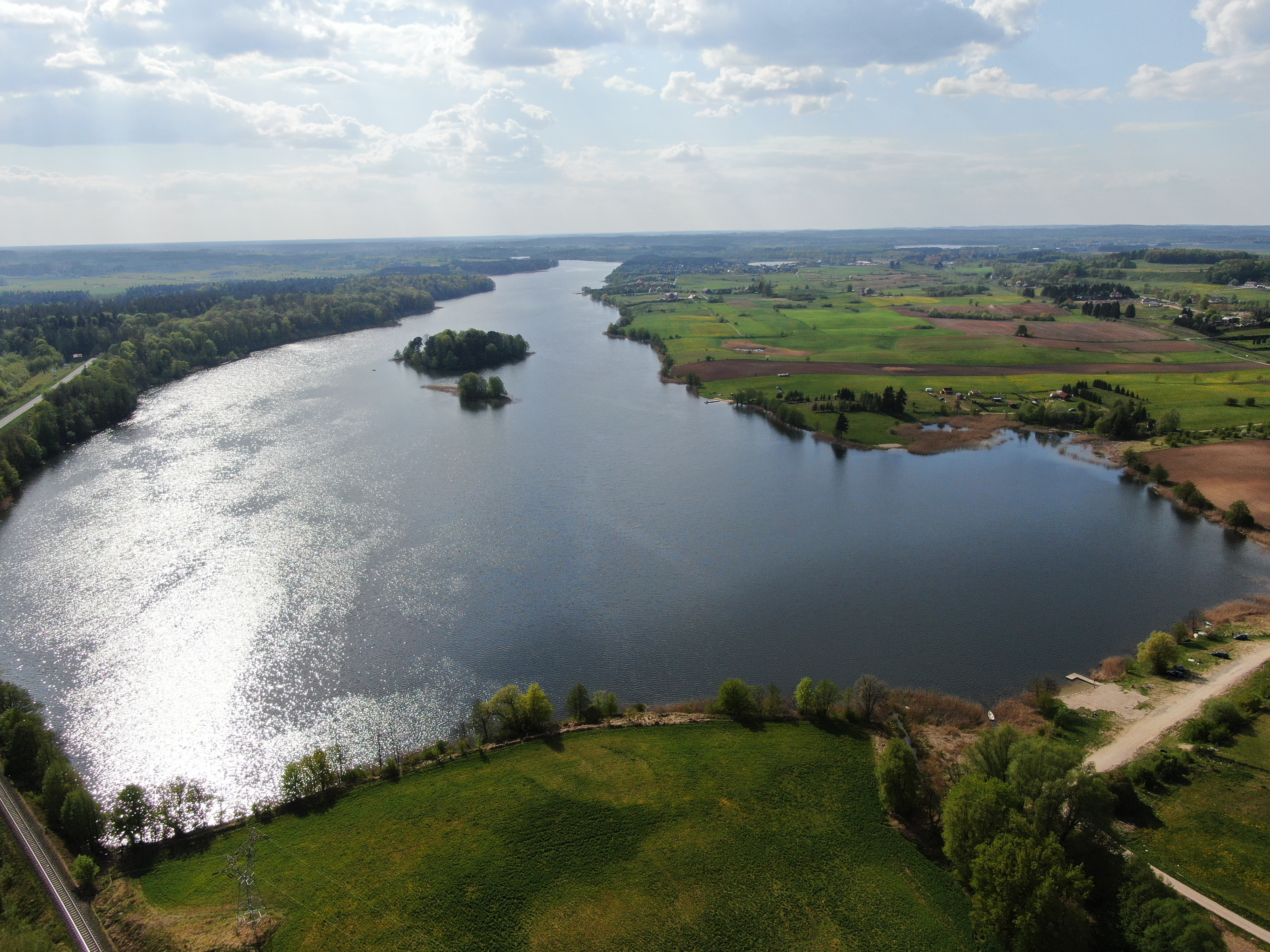
Panorama nella regione

La Masuria ha un clima temperato con inverni freddi ed estati calde. Il clima in zona è generalmente un po' più fresco che nella maggior parte della Polonia e nell'area di solito si verificarono diverse nevicate durante l'inverno. I laghi della Masuria sono spesso congelati da dicembre fino alla fine di febbraio. La primavera può essere umida, mentre le estati sono in genere più secche.